# Bizarro (género literario)
El bizarro es un género literario contemporáneo, que emplea a menudo elementos del absurdo, la sátira, y lo grotesco, junto con características del surrealismo-pop y la literatura de género, para crear obras subversivas, extrañas y divertidas.
Las editoriales independientes Eraserhead Press, Raw Dog Screaming Press y Afterbirth Books adoptaron el término en 2005. Una parte significativa de la comunidad bizarra se concentra alrededor de la primera, localizada en Portland (estado de Oregón), ciudad que, desde el año 2008, acoge el festival anual BizarroCon. La introducción al primer Bizarro Starter Kit describe al bizarro como "el equivalente literario a la sección de culto del videoclub" y un género que "se esfuerza no sólo por ser extraño, sino también fascinante, que da que pensar, y, sobre todo, divertido de leer".  Según Rose O'Keefe, de Eraserhead Press: "Básicamente, si una audiencia disfruta un libro o película principalmente debido a su extrañeza, entonces  es bizarro. La extrañeza puede que no sea la única cualidad atractiva de la obra, pero es la principal".
En general, el bizarro tiene más puntos en común con géneros de ficción especulativa (como ciencia ficción, fantasía, y horror) que con movimientos de vanguardia (como dadaísmo y surrealismo), con los que los lectores y críticos a menudo lo asocian.
Aunque el género pueda poner el énfasis en los aspectos extravagantes o "de culto", no carece de elogio crítico. Libros de autores identificados como bizarro han recibido alabanzas de Michael Moorcock Lloyd Kaufman y guardian.co.uk. Novelas bizarro han sido elegidas finalistas para los premios Philip K. Dick, Bram Stoker, y Rhysling. La revista 3:AM de París eligió como Libro de no-ficción del año 2009 a un libro de teoría y crítica del bizarro.
Las raíces del bizarro se pueden rastrear hasta, al menos, el momento de la fundación de Eraserhead Press en 1999, pero la aplicación del término "bizarro" a esta literatura es algo más reciente. Inicialmente esta pujante escena era referida como "irrealismo" o "nueva literatura del absurdo", pero ninguno de estos términos alcanzó uso generalizado. El 19 de junio de 2005, Kevin Dole II publicó "What the Fuck is This All About" (en español, "De qué cojones va todo esto"), una especie de manifiesto para el género, entonces anónimo. Aunque este ensayo no incluye la palabra "bizarro," la discusión que suscitó posteriormente condujo a la adopción del término.
En su ensayo, "El Nab es bizarroizado póstumamente" ,  Tom Bradley rastrea las raíces del género en la historia de la literatura, hasta la época de "gogolización" de Vladimir Nabokov, y su lamento de desesperación y terror por tener su sistema nervioso colonizado: "...Después de leer Gogol, los ojos de uno se gogolizan. Uno es capaz de ver retazos de su mundo en los sitios más inesperados".  Bradley sostiene que el movimiento bizarro continúa y consuma ese proceso de gogolización, bajo la denominación de "bizarroización": "[...] hemos ido completando el absurdo proyecto que [Nabokov] tomó de Gogol hace casi cien años [...]" Bradley afirma, incluso, que los autores bizarro pueden rastrear sus raíces espirituales hasta las cartas que Ovidio escribió durante su exilio en el Mar Negro.
La editorial Orciny Press ha introducido el género bizarro en el mercado en español, a través de traducciones (La casa de arenas movedizas, de Carlton Mellick III, o Fantasma, de Laura Lee Bahr), o mediante la publicación de obras originales, como El detective que tenía mariposas en el estómago (Álamo, 2018)

## Reacciones
Los autores John Skipp y Eden Robins han elogiado la estética del hazlo tú mismo y de la autopromoción.
La revista en línea Thirdeye Magazine refuerza la percepción del estilo bizarro como deliberadamente absurdo.
En el artículo de io9 «Independent publishers who are reinventing the future» (en español, ‘editores independientes que están reinventando el futuro’), el coeditor Charlie Anders ensalzó a la editorial bizarra Eraserhead Press como una de sus editoriales independientes favoritas.
La revista británica Dazed & Confused expuso que «los hijos bastardos de William Burroughs y Dr. Seuss, los bizarros, con su culto subterráneo e iluminado, están retomando donde los cyberpunk abandonaron».

## Premio literario Wonderland
El premio literario Wonderland premia cada año a la mejor ficción bizarra. Tiene dos categorías: mejor novela/novela corta, y mejor colección de relatos. Los votos son emitidos por autores y aficionados del bizarro, y el premio se entrega durante el festival BizarroCon.

### Premios Wonderland a la mejor colección de relatos
2016: Berzerkoids – MP Johnson
2015: The Pulse Between Dimensions and the Desert – Rios de la Luz
2014: I'll Fuck Anything that Moves and Stephen Hawking – Violet LeVoit
2013: Time Pimp – Garrett Cook
2012: All-Monster Action – Cody Goodfellow
2011:  We Live Inside You –  Jeremy Robert Johnson
2010: Lost in Cat Brain Land – Cameron Pierce
2009: Silent Weapons for Quiet Wars – Cody Goodfellow
2008: Rampaging Fuckers of Everything on the Crazy Shitting Planet of the Vomit Atmosphere – Mykle Hansen
2007: 13 Thorns – Gina Ranalli

### Premios Wonderland a la mejor novela o novela corta
2016:  I Will Rot Without You – Danger Slater
2015: Skullcrack City (traducida al español como "Ciudad revientacráneros" por Orciny Press, 2016) – Jeremy Robert Johnson
2014: Dungeons & Drag Queens – MP Johnson
2013: Motherfucking Sharks – Brian Allen Carr
2012: Space Walrus – Kevin L. Donihe
2011: Haunt (traducida al español como "Fantasma" por Orciny Press, 2016) – Laura Lee Bahr
2010: By the Time We Leave Here, We'll Be Friends – J. David Osborne
2009: Warrior Wolf Women of the Wasteland – Carlton Mellick III
2008: House of Houses – Kevin L. Donihe
2007: Dr. Identity – D. Harlan Wilson

## Autores
- Steve Aylett
- Tom Bradley[28]
- Jeff Burk
- Chris Genoa
- Eckhard Gerdes
- Violet LeVoit[29]
- Carlton Mellick III[30]
- Cameron Pierce
- Bradley Sands
- Bruce Taylor
- D. Harlan Wilson[31]
- Laura Lee Bahr[32]